# Yves Regaldi

Yves Regaldi, né le 12 août 1956 à Dole, est un artiste peintre et photographe français. Il vit et travaille à Dole.

## Biographie
Élève de l'école des Beaux arts de Beaune. De nombreuses expositions en France et à l'étranger, (Beyrouth, Barcelone, Cologne, Ouagadougou, Paris, USA (Nations unies), …). Deux interventions (décors) dans les films : Le plus noble des Hommes de Claude Goretta et La Rumeur d’Étienne Perrier. 
Yves Regaldi est présent sur le continent africain depuis 1989. Il crée une photothèque spécialisée sur le Burkina Faso au début des années 2000. Il voyage au Bénin, au Burkina Faso à plusieurs reprises, (« Pays des hommes intègres » en Mooré) pour un projet artistique avec Vétérinaires sans frontière, puis en pays Tamberma au nord du Togo avec Philippe Aubert de Molay (édition d'un ouvrage avec Souffle Court). Il collabore à  plusieurs reprises avec l'artiste burkinabé Ky Siriky, instigateur du symposium de sculpture à ciel ouvert de Laongo et commissaire du symposium de Ben Amira en Mauritanie.
Aujourd'hui, Yves Regaldi se concentre sur son travail photographique (les « Circulations du Monde » sous diasec en édition limitée) présenté par les galeries Chromia, Artsper, Eric Dumont... Et voyage sur le continent Asiatique, pour de nouveaux projets d'éditions.

## De belles aventures partagées
Avec Corsin Vogel (Artiste, Compositeur) et Amélie Lavin (conservatrice du Musée de Dole). Exposition collective sur Le culte des ancêtres en Pays Tamberma (2016).
Avec Emilenne Kougnakou et sa famille, en Pays Tamberma.
Avec Ky Siriky et Sama, exposition « Confrontation » à la galerie Médiart, Paris 5e.
Avec Sama - Artiste peintre Burkinabé - Fondation Olorun, Atelier Fara - Ouagadougou - Burkina Faso.
Avec Stéphane Haslé - Philosophe, écrivain - pour le livre Visions et A Dole (sortie octobre 2017).
Avec Philippe Aubert de Molay - Ecrivain, scénariste - Quatre ouvrages (Tamberma, Diocèse de St claude) - Le pays Tamberma ...

## Quelques expositions
Nations unies - USA - Collectif peinture proposé par UNESCO Andorre (oct 2016)
SAGA, (FIAC édition), Paris 8ème. (1997).
Galerie Aida CHERFAN, Beyrouth, Liban (2001, 2002, 2003).
Salon ARTUEL, Beyrouth, Liban. Francophonie (2001).
Galerie E. DUMONT, Troyes. (1998, 2000, 2002, 2004, 2009, 2010, 2012, 2014)
SIAC, Strasbourg. (1995, 1996).
EUROP'ART Genève, Suisse (2006) 
Galerie MEDIART, Paris IIIe. (1995, 1998).
Centre Culturel et Artistique, Ottignie, Belgique.
Galerie MELANSON, Annecy. (1995, 1997, 2000, 2001, 2002).
Espace TIPHAINE Bastille, Paris XIe.
Collectif, Olesa, Espagne. (1991)
Fondation TAYLOR avec Peintres en Champagne, Paris 9ème (2008).
Fondation OLORUN, Ouagadougou, Burkina-Faso.
Confrontation, Galerie MEDIART, Paris IIIe. Ky Siriky, Sama, Regaldi, (1999).
Invitation au voyage, Ouverture des Ateliers du Jura (... 2002, 2005, 2008, 2011, 2014).
Galerie A CONTRARIO, Limoges.
Galerie de la DRANSE, Thonon-les-Bains.
Galerie CLEMANGIS, Chalons-en-Champagne.
Résidence d'Artistes internationale (40 pays) Andorre - Artcamp 2012 - UNESCO
Siège de l'UNESCO - Des Couleurs pour la Planète - Exposition Art Camp - París (2013) 
Saveurs d'enfance, avec la galerie CHROMIA - Cité du temps - Genève (collectif photographie, 2015)

## Livres et publications
- National Geographic - Togo et Tamberma - Parution avril 2016.
- Tamberma - Ouvrage broché 156 pages - Editions Souffle Court - 2013
- Visions - Philosophie et Photographie - Editions Ex-Aequo - Juin 2015
- Régine, Lucien, Daniel, Léa et les autres - 160 pages - Edition du Diocèse - Mai 2015
- Vincent, Arthur, Marc et les autres - 168 pages - Edition du Diocèse - 2013
- Couleur Burkina - Ouvrage broché 156 pages - Burkina Faso - 2010
- Mana Wana - Ouvrage broché 168 pages - Burkina Faso - 2009
- Fous de vaches - (participation) Mary-Gérard Vaude - Edts Castor et pollux - 2007
- Newsweek - The Burkina Way - 8 pages sur le Burkina, 2ème et 4ème de couverture - 2009